# Paiko
Paiko es una banda de latin pop rock de Paraguay nacida en Asunción en el año 1999, caracterizada por sus shows enérgicos y un estilo fresco y amplio que incluye elementos latinoamericanos sobre una base sólida de pop rock. 
Paiko ha sido sin dudas un poderoso influenciador de la escena por más de 20 años y es considerada una banda ícono y de las más representativas del país, posicionando más de dos docenas de canciones en alta rotación en radios de manera ininterrumpida. 

## Historia

### Los inicios
La formación de la banda se remonta al año 1999, en la ciudad de Asunción. En sus inicios partieron rumbo a Estados Unidos, donde se radicaron por un tiempo en Miami, ciudad en la que participan, en calidad de músicos acompañantes, de importantes programas de televisión internacional, como Sábado Gigante, y El Show de Cristina, entre otros, como medio de subsistencia mientras daban inicio a Paiko como proyecto y empezaban a presentarse en clubes.
En el año 2000 el grupo regresa a su país de origen, Paraguay,  y lanza su primer material denominado Al Natural, logrando una buena recepción del público, en especial gracias a su versión rock de la guarania Kurusu Vera, originalmente compuesta por Rubén P. Olivera (letra) y Américo Francisco Cabrera (música). Su versión de la canción apareció en el famoso cortometraje Amor Basura de Juan Carlos Maneglia y Tana Schémbori. Sin embargo, otras de sus canciones también gozaron de éxito, como: Caen, Distancias, Sexterday y Piraretä. Un dato particular de este disco es que todas las composiciones fueron cantadas por el vocalista invitado Neine Heisecke, líder del grupo de rock paraguayo Deliverans.
Fue sin dudas un disco épico que cambió la escena musical del Paraguay. Por primera vez canciones de una banda paraguaya copaba los primeros puestos de decenas de emisoras de radio y ganaba todo tipo de premios, sentando un precedente fundamental para la explosión de la escena y abriendo el camino a toda una gama de nuevos artistas.
En el año 2002, Kamikaze Records contrata al reconocido productor argentino Mario Breuer, quien es el responsable del sonido del segundo CD de Paiko llamado "Azules y Desiertos", disco que seguiría con la secuencia de éxitos de la banda.

### Zumba Records
En diciembre del 2004, Paiko crea su propio sello discográfico llamado Zumba Records, con el que graba el material denominado "Impulsivamente" en el año 2005, su tercer disco de estudio. Con esta publicación logran algo insólito para el rock de Paraguay, pues sus ventas les permiten llegar al equivalente a disco de oro.
En el 2008 participan por sexta y séptima vez aportando material para discos recopilatorios, en este caso en el CD editado en EE.UU. New York Alternativo, vol 2. (2008) y en el CD brasileño Banco Itau (2008). Anteriormente, entre los años 2000 y 2004, habían tomado parte en su país, de: Tributo a John Lennon, CD tributo al Folklore Paraguayo, CD tributo a Eladio Martínez y Rock Mbareté. Además, participaron en el CD lanzado en España: Zona de obras. Capítulo Paraguay (2003).
El 7 de marzo de 2009 se publica con 12 temas y en conjunto con el Diario ABC Color, su cuarto álbum de estudio: Viento Sur, grabado entre julio y noviembre de 2007 en los estudios Logo Recording de New York y cuenta con la participación de Juan Cancio Barreto, reconocido requintista folclórico paraguayo, colaborador en las canciones Si te vas y El turista. El primer corte promocional de este disco fue Huyendo de ti, el cual logró una gran aceptación en Paraguay.
En el año 2010 Zumba Records edita el primer material en vivo de Paiko, un CD del concierto aniversario número 10 de la banda, llamado "Bien vivo", distribuido nuevamente a nivel país con el diario Última Hora.

### En adelante
En el año 2011 Paiko, conjuntamente con la principal orquesta sinfónica del Paraguay, la Orquesta Sinfónica Nacional, dirigida por el maestro Juan Carlos Dos Santos, hacen historia, fusionando la orquesta con la música de un artista paraguayo de pop-rock a sala llena en el principal teatro del país.
En 2012 el grupo produce un concierto "Acústico y Desenfrenado" en 2 noches en el Teatro Municipal (El equivalente Pyo al Teatro Colón de Bs.As.) e inicia una gran gira nacional de varios meses.
En 2013 y 2014 Paiko se embarca en 2 grandes giras nacionales en el año, además de una gira por los EE. UU., tocando en Miami, Washington y New York.
Desde 2017 Paiko pone bandera en tierras mexicanas, con dos grandes giras el mismo año donde se presentaron en un sin fin de medios escritos, digitales, radios, tv, showcases de todo tipo, giras por CDMX, Monterrey, Guadalajara, San Luis Potosí y el estado de México, e iniciaron la producción de un nuevo disco con dos de los más reconocidos productores mexicanos de la actualidad: Yuno Forquetina y Manu Jalil.
Para incios del 2020 Paiko preparaba su aniversario número 20 pero el COVID-19 encerró al mundo y todo se detuvo.
El disco ELECTRICO tuvo que ser lanzado virutalmente y la banda se mantuvo activo con Lives y un par de shows de streaming, hasta que finalmente en 2021 decicio poner el proyecto en PAUSA.
En setiembre del 2023 se anuncia la salida de la pausa y el regreso de Paiko a escenarios se da con un show multitudinario en Madrid, España primeramente a incios de octubre y luego en Asunción, Paraguay el 8 de diciembre.

## Discografía / Videografía

### Álbumes
- Al Natural (2000 / Zumba Records)

1. Caen
2. La consigna del perdedor
3. Sexterday
4. Curuzu Vera
5. Amor pasajero a primera vista
6. Bañado en sal
7. Pirareta
8. Distancias
9. El día que…
10. Lugares
11. Con tu propio puñal
12. Rubia
13. Restos

- Azules y Desiertos (2002 / Zumba Records)

1. Va más allá
2. La pura verdad
3. Noel
4. Duerme Pilar
5. La lotera
6. Tres lenguas
7. Al todo o nada
8. La Bodega
9. Durmiendo junto al sol
10. Lunes
11. A ella
12. Deseo
13. Quise
14. Son de mujer

- Impulsivamente (2005 / Zumba Records)

1. Vuelo rasante
2. Tape po'i
3. Caos total
4. Tata purahéi
5. Verte una mañana
6. Doy gracias
7. Zumba
8. Cadáveres
9. Rencores que matan
10. Quema la noche
11. Sin dinero
12. Algunos más que otros
13. Locura furtiva

- Viento Sur (2009 / Zumba Records)

1. Huyendo de ti
2. El turista
3. Hojas secas
4. Confuso
5. Mi debilidad
6. Libera el corazón
7. Diferentes
8. Si te vas (Andrea)
9. Esta vida
10. NO + VIOLENCIA
11. Nuestro encuentro
12. Nada de esto

- Bien vivo (2010 / Zumba Records) Disco en vivo

1. Mi debilidad
2. Caos total
3. Noel
4. Tata purahéi
5. Woman (de John Lennon)
6. Hojas secas
7. Piraretä
8. Distancias
9. Sexterday
10. Verte una mañana
11. Al todo o nada
12. No + violencia
13. Curuzú Verá (de Américo F. Cabrera y Rubén P. Olivera)
14. Huyendo de ti
15. Toda la vida (de Lucio Dalla)
16. Si te vas (Andrea)

- Al Natural (2015/ Zumba Records) - EDICION ANIVERSARIO 15 + BONUS TRACKS

1. Caen
2. La consigna del perdedor
3. Sexterday
4. Curuzu Vera
5. Amor pasajero a primera vista
6. Bañado en sal
7. Pirareta
8. Distancias
9. El día que…
10. Lugares
11. Con tu propio puñal
12. Rubia
13. Restos
14. Ilusiones astrales (Bonus track)
15. Demasiado para vos (Bonus track)
16. Treguas de pasión (Bonus track)

- Agua para el mar (2015 / Zumba Records)

1. Salvavidas
2. Little Baby (true love)
3. Dejando Huellas
4. Mis Noches Sin Ti
5. Besos de liberación
6. Rock Reggae
7. Angel
8. Paso a Paso (feat. Jaime Zacher)
9. Quiero!
10. Llévame
11. Afuera / Adentro
12. ¡Quedémonos Así!

- Sencillo sueltos (2016-2017 / Zumba Records)

1. Volverte a ver
2. Colores
3. Siento
4. Voy Gritando (Versión del clásico de Luis Alberto del Paraná)
5. Te hace bien

- Eléctrico (2020 / Zumba records)

1. Eléctrico
2. Bluestiful
3. Ahora ya es tarde
4. Ya no puedo parar
5. Quizás es nada
6. Gotas de amor
7. Giulia al atardecer
8. Ya no me olvides
9. Voy
10. Anochece
11. Annabel
12. Está vez

6. Al son del Corazón (single) 2025

## Videografía

### Videos oficiales
- Pirareta (2000)
- Al todo o nada (2002)
- Caos total (2005)
- Huyendo de ti (2009)
- NO+VIOLENCIA (2010)
- Toda la vida (Cover/versión) (2010) - En vivo
- Pirareta sinfónico (Con la Orquesta Sinfónica Nacional) (2013) - En vivo
- Dejando huellas (2014)
- Quiero! (2016)
- Volverte a ver (2016) - Video en formato de Realidad Virtual 360grados
- Siento (2017)
- Al son del Corazón (2025)

### Audiovisuales en vivo
- Bien vivo (2010) - Editado en formato DVD
- Paiko Sinfónico c/ la Orquesta Sinfónica Nacional (2013) - Editado en formato de doble DVD
- Tigo music sessions (2017)

## Premios y reconocimientos

### Premios
- 3 premios “Roca de oro” de FM Rock and Pop (2000)
- 2 premios “Luis Alberto del Paraná” (2001 y 2002)
- Premio “Artista del año” en programa de TV, Canal 13, El Ventilador (2002)
- Más de una decena de premios por Canción del año en distintas FM a lo largo de la carrera

### Reconocimientos
- “Reconocimiento por Aporte a la música joven del Paraguay” otorgado por el grupo LA OPINIÓN y Revista Cartelera (2001)
- “Testimonio de reconocimiento de la Sociedad Autoral Paraguaya por su valioso aporte enalteciendo y prestigiando la cultura musical del Paraguay” otorgada por la sociedad de gestión de derechos de propiedad intelectual AUTORES PARAGUAYOS ASOCIADOS, A.P.A (2007)

- "Gratitud y reconocimiento por el importante aporte, contribución y legado a la música Paraguaya " otorgado por Paraguay Eventos (2009)
- Medalla de reconocimiento entregada por el Cabildo y el Congreso Nacional a Paiko por formar parte de los festejos del Bicentenario de la patria. (2011)
- Reconocimiento de AMNISTÍA INTERNACIONAL PARAGUAY por el constante apoyo de la banda hacia causas antidiscriminatorias y por su lucha contra la violencia y el uso de armas.

## En ruta
- 18 años de trayectoria sin interrupcionescon constantes giras nacionales.
- Centenares de shows realizados hasta la fecha y festivales de todo tipo. (Mayor público ante el que tocó: 65.000 personas, festival Pilsen Rock 2004)
- Más de 50 ciudades visitadas tanto en Paraguay como en el exterior (Ej: Buenos Aires, Berlín, Madrid, Miami, Nueva York, Washington, Curitiba, CDMX, Monterrey, San Luis, Guadalajara, etc.)
- 6 países visitados:
  - EE. UU.: ́99, shows en bares y festivales en MIAMI; y ́07 Grabación del disco Viento Sur y show en Bar de Queens, New York, ́13 Gira de bares por Miami, New York y Washington + entrevista para CNN latino; ‘14 viaje de prensa a Miami)
  - ALEMANIA:  ́06 gira por 10 ciudades, festivales al aire libre + FIFA fan fest de Colonia
  - ESPAÑA: ́06 Shows en pubs,
  - BRASIL:  ́03 Gira de bares; ́04 Festival América Do Sul;
  - ARGENTINA: ́06 dos giras de pubs, bares y radios, y ́09 Festival PEPSI MUSIC;
  - MEXICO: ´17 dos giras, una en abril y otra en noviembre + festival POSADA DE GRITA RADIO
- Sebastián Gulino representó a PAIKO en la banda colectiva LA BANDA GUAZU que representó a Paraguay en el mundial de fútbol de artistas ARTFOOTBALL en Rusia 2017, donde recibieron el reconocimiento a mejor propuesta artística.

Posiblemente uno de los momentos más importantes sea el show PAIKO SINFÓNICO CON LA ORQUESTA SINFÓNICA NACIONAL , realizado primeramente en 2011 a sala repleta en el gran teatro del Banco Central (más prestigioso teatro del país), luego reprisado completamente en 2012 y parcialmente en dos oportunidades en el mismo año.

## Datos extra
- Endorsers globales de la marca SHURE, líder mundial de micrófonos y sistemas desde 2005 hasta 2014. www.shure.com
- Creadores e Impulsores de la lucha oficial contra la piratería en Paraguay desde el 2005, con el lema LA PIRATERIA MATA A NUESTRA MÚSICA, VIVI LEGAL
- Promotores de la defensa del medio ambiente en Paraguay, siendo parte de la campaña MI AMBIENTE, MI VIDA del año 2002, de la fundación ecologista MOISES BERTONI.
- Todos los integrantes son socios activos de la sociedad de gestión de derechos autorales Autores Paraguayos asociados.
- Socios fundadores de la entidad de gestión de derechos del intérprete AIE- PARAGUAY. Enrique Zayas es desde entonces secretario de la comisión directiva en ejercicio hasta la fecha.
- Carlo Borghetti es actual miembro de la comisión directiva de la enteidad de gestión de derechos autorales AUTORES PARAGUAYOS ASOCIADOS
- Participaciones en apoyo al HOSPITAL DE CLINICAS, FUNDACION DEQUENI (Hogares de niños), AMNESTY INTERNACIONAL, TELETON, entre otras varias organizaciones de beneficencia.
- Todos los integrantes son socios activos votantes en los Latin Grammy desde hace varios años.
- Afi Ferreiro es considerado en la actualidad uno de los más representativos productores musicales de la escena local con 15 años de trayectoria.
- Propietarios de un sello discográfico independiente, ZUMBA RECORDS, pequeña compañía disquera con varios materiales editados desde el 2005.
- Paiko es constantemente invitado a dar charlas yc onferencias tanto para colegios y universidades como para empresas de alta gama, siendo un referente nacional de éxito, dedicación y compromiso.